# السريع الخارق (شخصية خيالية)
السريع الخارق هو شخصية تعتمد قوتها على السرعة الخارقة أو (السرعة الفائقة). تشمل القدرات الأساسية التي يتشاركها جميع فائقي السرعة؛ الجري بسرعة تفوق قدرة الإنسان، ومقاومة الآثار الجانبية مثل (مقاومة الهواء، وعدم القدرة على التنفس، والصدمات الديناميكية الناتجة عن ملامسة الأشياء بسرعة عالية، وما إلى ذلك). نتيجة لهذه السرعة، يستطيع السريعون مهاجمة الخصوم جسديًا عن طريق ضربهم بسرعة عالية دون التعرض لأذى. ومن الممكن أن تُنسب مجموعة متنوعة من القوى الأخرى إلى فائقي السرعة اعتمادًا على القصة وأصل القوة والاستمرارية والقواعد الراسخة للعالم الذي يعيشون فيه.

## الرخصة الفنية
يتطلب استخدام شخصيات السرعة في القصص الخيالية ترخيصًا فنيًا بسبب قوانين الفيزياء التي تحظر مثل هذه القدرات. فالتحرك بسرعة الصوت، على سبيل المثال، سيخلق دوي اختراق صوتي لا يُسمع عادة في مثل هذه القصص ويولد حرارة كبيرة. ستكون هناك حاجة إلى كمية هائلة من الطاقة لتحقيق مثل هذه السرعات، وبما أن بعض المركبات السريعة يمكن أن تتحرك في الواقع بالقرب من أو بسرعة الضوء، فإن هذا من شأنه أن يتسبب في اكتسابها كتلة قريبة من اللانهائية، وفقًا لقوانين النسبية.
ينص الدليل الرسمي لـ Marvel Universe على أن شخصية Nova تحافظ على سرعات يمكن اعتبارها «متواضعة»، خاصة عند حمل راكب. يقر الدليل أيضًا أن الجسم الصلب يتحرك في الغلاف الجوي للأرض بعدة أضعاف سرعة الصوت أو أسرع من شأنه أن يعيث فسادًا على الكوكب وأن التحرك بمثل هذه السرعات سيمنع Northstar من التنفس، في حين أن الرياح/الاحتكاك المتولد من شأنه أن يدمر جسده. من ناحية أخرى، ينص الدليل على أن شخصية Quicksilver ولدت مع تكيفات تجعل سرعات أعلى ممكنة، مثل تحسين القلب والأوعية الدموية والجهاز التنفسي والجهاز العضلي والجهاز الهضمي، واستقلاب أكثر كفاءة، ومفاصل مشحمة بشكل أفضل، وأوتار ذات قوة شد الربيع الصلب، تكوين عظمي غير معروف يمكنه تحمل الصدمة الديناميكية من ملامسته للأرض بسرعات تزيد عن 100 ميل في الساعة، والدماغ يمكنه معالجة المعلومات بسرعة كافية حتى يتفاعل مع محيطه بسرعة عالية.
في DC Comics، تستمد عائلة Flash من رواد السرعة قدراتهم من مصدر طاقة إضافي يعرف باسم Speed Force، والذي يمنحهم السرعة الفائقة والقدرات الأخرى المطلوبة لاستخدامها، مثل المتانة. ومع ذلك، فإن Speed Force ليست المصدر الذي تستمد منه شخصيات DC الأخرى ذات السرعة الفائقة مثل Superman أو Captain Marvel / Shazam قواها.
حافظ الكاتب جون بيرن على قدرات متواضعة للشخصية السريعة داني هيلتوب في مسلسله John Byrne's Next Men. على الرغم من قدرة داني على مواكبة سيارة السباق، إلا أن الاحتكاك الناتج عن سرعته يذيب أي حذاء يرتديه ويحرق قدميه. وهكذا كان يجري حافي القدمين، بعد أن شد باطن قدميه من خلال نظام من سحق المواد الصلبة بشكل متزايد.
يختار الكتاب الآخرون عدم تقديم أي تفسيرات علمية للأسئلة التي يثيرها الاستخدام الفعلي لهذه القدرات. رأى بيتر ديفيد، الذي شارك في سلسلة Young Justice التي تضمنت سرعة المبتدئين Impulse، أن السيارات السريعة بطبيعتها يصعب كتابتها: «Speedsters تجعلني متوترة، لأنك إذا لعبت بها بدقة، فمن المستحيل التغلب عليها، يمكنني التعامل مع Impulse لأنه كان يشتت انتباهه بسهولة». 

## في وسائل الإعلام الأخرى

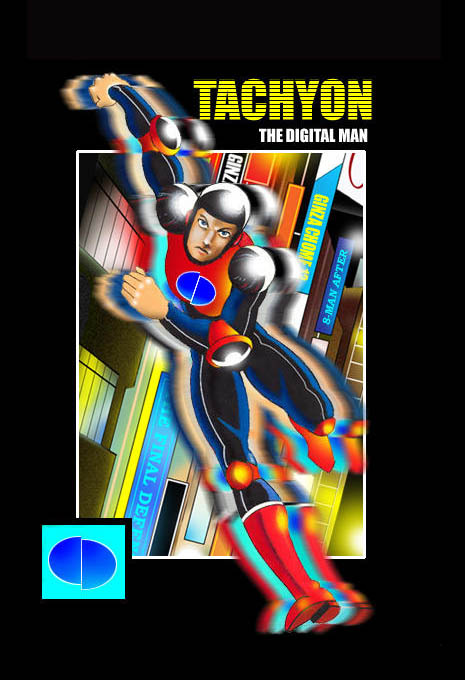
A ويب كومكس الطابع سبيدستر

تظهر شخصيات Speedster في وسائط أخرى مثل الأفلام وألعاب الفيديو والأنيمي والمانجا، وأبرزها شخصية لعبة الفيديو Sonic the Hedgehog، وشخصيات Looney Tunes سبيدي غونزاليس وRoad Runner.
البعض الآخر يشمل:
- الشخصيات في امتياز Dragon Ball بما في ذلك Goku وFrieza [4] [5]
- دافني ميلبروك من NBC التلفزيونية بطل الدراما أبطال [6] [7]
- الشخصيات في المانجا One-Punch Man بما في ذلك Saitama [8] Flashy Flash ، [9] [10] وSpeed o 'Sound Sonic [11] [12]
- داش بار من فيلم بيكسار المتحرك The Incredibles [13] [14]
- بري دافنبورت، البطل الآلي من Lab Rats [15] [16] [17]
- A-Train and Shockwave من الكتاب الهزلي The Boys [18] وتكييفه التلفزيوني [19]